# Mike Hopkins
Michael Alexander (Mike) Hopkins  (Wellington, 12 augustus 1959 – Waiohine-rivier, 30 december 2012) was een Nieuw-Zeelandse geluidsman en winnaar van de Academy Award.

## Loopbaan
Hopkins en de Amerikaan Ethan van der Ryn deelden twee Academy Awards voor beste geluid voor hun bijdrage aan de films The Lord of the Rings: The Two Towers (2003) en King Kong (2005). Beiden kregen een Oscarnominatie voor hun werk voor de film Transformers, uit 2007. Hopkins werkte ook mee aan de films Heavenly Creatures en The Frighteners en won, naast eerder genoemde Oscars, drie Nieuw-Zeelandse televisie- en filmprijzen. Hij verdronk tijdens het raften op de rivier Waiohine in Nieuw-Zeeland in december 2012. Hopkins werd 53 jaar.